# Lycosa patagonica
Lycosa patagonica este o specie de păianjeni din genul Lycosa, familia Lycosidae, descrisă de Simon, 1886. Conform Catalogue of Life specia Lycosa patagonica nu are subspecii cunoscute.